# آربینیو
آربینیو (به فرانسوی: Arbignieu) یک کمون در فرانسه با جمعیت ۴۷۱ نفر است که در Canton of Belley واقع شده‌است.